# Drymusa rengan
Drymusa rengan är en spindelart som beskrevs av Facundo M. Labarque och Ramírez 2007. Drymusa rengan ingår i släktet Drymusa och familjen Drymusidae. Inga underarter finns listade i Catalogue of Life.